# 何宝元
何宝元，广东惠来人，香港企业家、香港源记饮食集团、尖沙咀源记牛腩茶餐廳创办人 。

## 生平
何先生的源記集團以飲食業為基礎現在包括了飲食、地產投資、實業投資丶科技等
。何氏在事业有成後投身社會事務，任廣東揭陽市政協委員、香港惠来商会首任會長、香港揭阳侨联联谊会長、九龙东潮人联会荣誉会长。